# Ramo tonsilar da artéria facial
O ramo tonsilar da artéria facial está localizado na cabeça.